# اولی هوتونن
اولی هوتونن (فنلاندی: Olli Huttunen؛ زادهٔ ۴ اوت ۱۹۶۰) بازیکن فوتبال اهل فنلاند بود.
از باشگاه‌هایی که در آن بازی کرده‌است می‌توان به باشگاه فوتبال هاکا اشاره کرد.
وی همچنین در تیم ملی فوتبال فنلاند بازی کرده‌است.